# C/1874 H1
Komet Coggia ali C/1874 H1 je neperiodični komet, ki ga je 17. aprila 1874 odkril francoski astronom Jérôme Eugène Coggia (1849 – 1919) v Marseillu, Francija.

## Lastnosti
Soncu se je najbolj približal 9. julija 1874 , 
ko je bil na razdalji okoli 0,7 a.e. od Sonca. Viden je bil s prostim očesom od začetka junija do konca avgusta. Po odkritju je bil precej časa v ozvezdju Žirafe. V sredini junija je imel magnitudo 5.
Med Zemljo in Soncem se je gibal 20. julija. Za tem je bil viden samo na južni polobli .